# Chamaesipho brunnea
Chamaesipho brunnea är en kräftdjursart som beskrevs av Moore 1944. Chamaesipho brunnea ingår i släktet Chamaesipho och familjen Chthamalidae. Inga underarter finns listade i Catalogue of Life.

## Bildgalleri

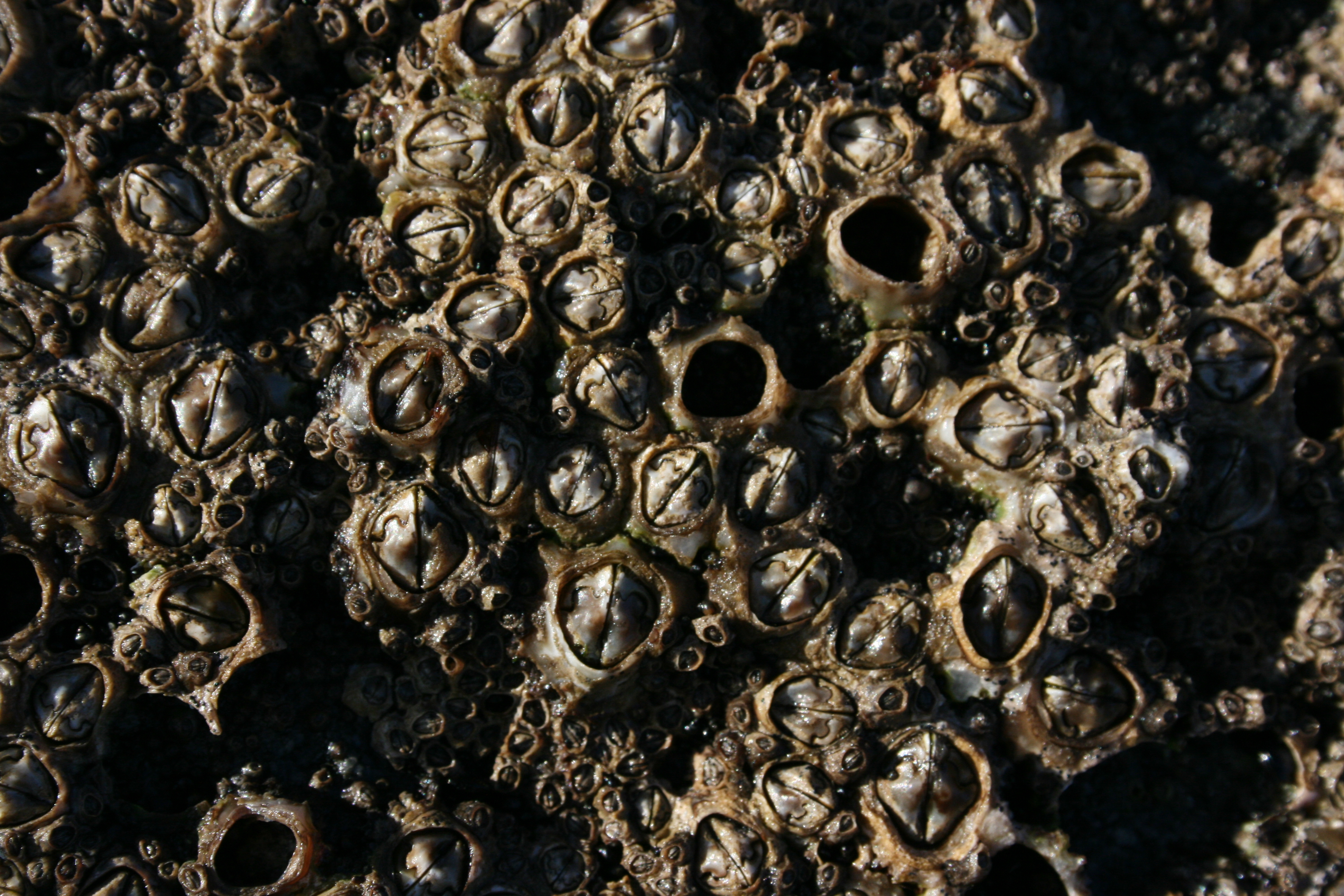